# Haga (Vestland)
Pour les articles homonymes, voir Haga.
Haga est un village de la municipalité de Samnanger dans le comté de Vestland, en Norvège.

## Géographie
Le village est situé à l'extrémité nord-est du Samnangerfjorden, à l'est d'Årland, de l'autre côté du fjord. Le centre municipal de Tysse se trouve immédiatement au sud de Haga et est considéré comme faisant partie de la « zone urbaine » de Haga. 
Le village s'étend sur 0,88 kilomètre carré et a une population (2019) de 1 068 habitants,,. 
L'église a été construite au centre du village en 1995, .